# Relógio de azeite
O relógio de azeite é um tipo de relógio usado na Idade Moderna. Constituía-se de um um recipiente de vidro com escala horária, que por dentro era cheio de azeite, e possuía um bico na parte mais baixa. Quando aceso consumia o óleo e o nível do mesmo marcava as horas na escala de vidro. Funcionava nos aspectos da clepsidra e servia também para iluminação. Foi utilizado no mesmo período do relógio de água.